# Ilya Lushtak
Ilya Lushtak (* um 1975 in Sankt Petersburg) ist ein russischer, in den Vereinigten Staaten lebender Jazzmusiker (Gitarre, Gesang, auch Komposition) des Modern Jazz.

## Leben und Wirken
Liushtak wuchs ab dem Alter von drei Jahren in San Francisco auf, wo er zur Schule ging und mit Musikern wie Bruce Forman, Vince Lateano, Vince Wallace, Ed Kelly und Bishop Norman Williams spielte bzw. Unterricht hatte. Erste Engagements hatte er dann bei Größen der Bay Area wie Larry Vuckovich und Noel Jewkes. Er arbeitete ab den 1900er-Jahren in der New Yorker Jazzszene u. a. mit Jimmy Cobb, Cedar Walton, Mel Rhyne, Louis Hayes, Rufus Reid, Charles Earland, Dr. Lonnie Smith, Jimmy Lovelace, Curtis Lundy, Joe Magnarelli, David Hazeltine. Seit 1999 ging er mehrfach mit eigener Band in Europa, zumeist in Russland, auf Tournee. Von 2003 bis 2013 arbeitete er mit Hank Jones und Frank Wess, mit denen 2003 auch erste Aufnahmen entstanden (Hank & Frank), außerdem im Killer Ray Appleton/Melvin Rhyne Quartet, mit Guillaume de Chassy/Daniel Yvinec (Wonderful World, Bee Jazz 2005) und im Ruslan Khain Sextet (Tie It In!, 2008).
Erneut mit Frank Wess und Hank Jones spielte Lushtak 2009, als das Album Hank & Frank II mit John Webber, Mickey Roker und der Vokalistin Marion Cowings entstand. In den 2010er-Jahren spielte er u. a. mit Ben Meigners und Joe Farnsworth; 2017 leitete er das  Ilya Lushtak Quintet, dem Grant Stewart, Anthony Wonsey, Nickolai Zatolochnyi (Bass) und Steve Williams angehörten. Gegenwärtig tritt er auch mit dem Aaron Johnson Quintet (mit Neal Miner, Charles Goold, Michael Figueiredo) auf. Im Bereich des Jazz war er zwischen 2003 und 2009 an sechs Aufnahmesessions beteiligt.